# Semiothisa godmani
Semiothisa godmani är en fjärilsart som beskrevs av Druce 1892. Semiothisa godmani ingår i släktet Semiothisa och familjen mätare. Inga underarter finns listade i Catalogue of Life.